# Tantei Gakuen Q
Tantei Gakuen Q (探偵学園Q?), conocida en español como Escuela de detectives, es una serie de manga y anime. La trama trata de un joven llamado Kyu que estudia en el tercer año de secundaria y desea ser el mejor detective del mundo. Para lograr esto decide entrar a la escuela DDS (Dan's Detective School, en español Escuela de Detectives de Dan). En ella conocerá a Megu, Kinta, Kazuma y Ryu, con quienes entra a la escuela en la sección Q. Ellos creen que son los peores de la escuela; aunque realmente la Q tiene un significado oculto: viene de Qualified, que significa Aprobado en inglés. Ellos se darán cuenta de que son los mejores de la escuela y son los elegidos para reemplazar al profesor Dan Morihiko, el famoso detective.
El personaje principal de la serie, Kyu, fue llamado así porque la letra Q en japonés se pronuncia Kyu.

## Personajes
El número entre paréntesis indica la edad de cada uno de los protagonistas.

### Sección Q
La sección Q es la sucesora de Dan Morihiko, ya que esta será la última clase que supervisará y entregará todos sus conocimientos. La letra "Q" viene del inglés "Qualified", que significa "calificados"; en este caso, los calificados para suceder el puesto de Dan. 

#### Kyu Renjou(15)
Es el protagonista de la serie y líder de la sección Q, es un chico con una gran capacidad intelectual, aprecia mucho a sus amigos y compañeros de clase, sin duda es quién resuelve hasta los enigmas más complicados. Cuando él era pequeño fue secuestrado, pero un valiente detective logró rescatarlo (quién resulta ser su padre y el mejor amigo del profesor Dan), desde entonces siente una gran admiración por aquella persona que lo salvó y sueña con convertirse en el mejor detective del mundo. En la gran mayoría de los casos Kyu es quién resuelve la mayor parte de los misterios. Se encuentra enamorado de Megu a quien siempre intenta proteger como cuando son encerrados en un cuarto secreto por un agente de Plutón o de una bomba en el penúltimo episodio.

#### Megumi Minami(15)
Llamada simplemente Megu por sus amigos y cercanos, es la mejor amiga de Kyu, también pertenece a la sección Q de la Escuela de Detectives. Es una niña simpática y dulce, y gracias a su gran don de la memoria fotográfica, Megu nunca olvida nada en la escena del crimen, por lo que es una gran ayuda a la hora de armar un rompecabezas. Pareciera que tiene sentimientos por Kyu y Ryu, pero a medida que se desarrolla la historia queda claro que está enamorada de Kyu.

#### Kintaro Tohyama (18)
Es el mayor de todos los detectives de la sección Q y su habilidad es la gran fuerza que tiene y las artes marciales, le gusta que le digan Kinta. No posee un gran don como Megumi o Kyu, pero usa su fuerza para proteger al grupo en caso de que estos lo necesiten. Lo único malo de Kinta es su poca paciencia, que pierde a menudo cuando no puede solucionar un problema. Además tiene una súper vista, olfato y oído muy bueno, es el mejor amigo junto con Kazuma y hace el papel de protector de los demás y también es muy mujeriego.

#### Kazuma Narusawa (12)
Es el más joven de la sección Q y su habilidad son las computadoras y descifrar claves es un excelente hacker. Su mejor amigo es Kinta, aunque le esté molestando y pegando todo el día. Su mayor pasión es la informática, por lo que se pasa todo el día frente a su computadora portátil. Él es un gran y reconocido programador de videojuegos, y vive en una situación financiera muy acomodada.

#### Ryu Amakusa (15)
más callado, calmado y tranquilo de todos los de la sección Q, pero guarda un secreto familiar muy grande: su familia forma parte del grupo Plutón (odian al profesor Dan por desarmar la organización, además el abuelo de Ryu, "El Rey Hades", es el jefe de todo). Al contrario de lo que muchos piensan él si hizo el examen escrito de admisión a la DDS en su estadía en Nueva York el cual aprobó sin errores y confirmó su talento al resolver el caso junto con la sección Q, en la cual es asignado gracias a ello. Es muy inteligente, y al igual que Kyu, posee el don de solucionar problemas aunque estos sean los más difíciles. También los fanes han formado un triángulo amoroso entre Kyu, Megu y Ryu.

### Sección A

#### Yukihira Sakurako (17)
Es una chica de carácter fuerte. Reconocida escritora juvenil de novelas detectivescas. Ella es sobrina de Dan Morihiko, no lo menciona para que no crean que entró a la DDS por ser sobrina del director. Ella entró a la DDS por su gran razonamiento deductivo. También está enamorada de Kyu (aunque lo niegue).

#### Gouda Kyosuke (19)
Es conocido como el rey de los rompecabezas. Famoso por resolver acertijos y demás en tiempo récord. Sin embargo su fuerte son los números, siendo un genio en hacer cálculos matemáticos de manera rápida por más complejo que sea el cálculo. Se muestra como una persona arrogante.

#### Saburomaru Yukata
Es un "genio" bastante presumido que menciona en cada episodio que es de la Universidad de Tokio (aunque a nadie le interese) y tiene un IQ de 180. Es calmado, miedoso, cobarde, se queja todo el tiempo, busca siempre la salida fácil y solo quiere ser detective para que las chicas lo persigan. Conoce a Megu porque él también fue al Centro Nacional de Capacitación para Niños Superdotados.

#### Kumiko Toya
Era una estudiante de la escuela a la que fueron Megu y Ryu para solucionar el misterio del "Coleccionista de Homicidios". Tiene una personalidad bastante débil, por lo que entró a la DDS para intentar mejorar su personalidad. Es muy buena practicando Aikido, pues su familia posee un dojo de este arte marcial, esto fue demostrado cuando Kumiko fue tocada por un pervertido y mostró su habilidad noqueándolo.

### Profesores

#### Dan Morihiko
Es el director y fundador de la DDS. Fue un gran amigo del padre de Kyu. Es discapacitado y utiliza una silla de ruedas para movilizarse.

#### Shinno Katahiri
Es la asistente personal de Dan Morihiko, siempre se le puede ver ayudando al profesor con su silla de ruedas. En el anime, ella fue quien invitó a entrar a Kyu y sus amigos a la DDS.

#### Nanami Koutaro
Es un as para disfrazarse. Le encanta disfrazarse de cactus y siempre está espiando a la sección Q, por si necesitan ayuda. Tiene una cierta rivalidad con el profesor Tatsumi.

#### Hongou Tatsumi
Él es un antiguo amigo de Dan Morihiko. Debido a su aparición relativa en la serie se creía que era espía de la empresa Plutón (rivales de la DDS).

#### Shintarou Maki
Él es el profesor que enseña en la DDS técnicas forenses para la investigación de crímenes.

## Contenido de la obra

### Openings(canciones de apertura)
- MeiQ!? -Meikyuu- MAKE*YOU por Hayami Kishimoto (1º opening, eps. 1-21)
- Luvly, Merry-Go-Round por Pipo Angels (2º opening, eps. 22-34)
- 100% Pure por Pipo Angels (3º opening, eps. 35-45)

### Endings(canciones de cierre)
- Koigokoro por Akane Sugazaki (1º ending, eps. 1-11)
- Nijiiro ni Hikari Umi por Aiko Kitahara (2º ending, eps. 12-21)
- Mienai Story por Hayami Kishimoto (3º ending, eps. 22-34)
- Kaze ni Mukai Aruku Youni Hayami Kishimoto (4º ending, eps. 35-45)

### Anime

#### Estrenos en Latinoamérica
En Uruguay, Paraguay y Argentina la serie fue transmitida por el canal Magic Kids. La primera transmisión de la serie se realizó en enero de 2005. En Chile fue transmitida por el canal de TV abierta Chilevisión, actualmente está siendo retransmitida por Etc...TV. En ambos canales esta serie comenzó a inicios del 2005. La serie en Panamá fue transmitida en por Telemetro, canal de la cadena Medcom, el 2005 en dos ocasiones. Para Guatemala la serie está actualmente en el canal Latitud. Se transmite los días sábado y domingo de 7 a 8 de la mañana.[cita requerida]. Colombia se transmitió en el Canal Capital de Bogotá los fines de semana a las 9:00 a. m. y 3:30 p. m. los sábados y a las 4:30 p. m. los domingos. Comenzó a emitirse en el año 2007. El doblaje de la serie se  realizó en Caracas, Venezuela en los estudios Etcétera Group.

### Reparto
| Personaje       | Actor de voz (Japón) | Doblaje (Hispanoamérica) |
| --------------- | -------------------- | ------------------------ |
| Kyu Renjō       | Megumi Ogata         | Jesús Nunes              |
| Megumi Minami   | Hōko Kuwashima       | Giannina Jurado          |
| Ryū Amakusa     | Kōichi Tōchika       | Alfonso Soto             |
| Kazuma Narusawa | Tomoko Kawakami      | Soraya Camero            |
| Kintarō Tōyama  | Hideo Ishikawa       | Ángel Balam              |
| Dan Morihiko    | Hideyuki Tanaka      | Juan Guzmán              |
| Shino Katagiri  | Aya Hisakawa         | Maythe Guedes            |
| Shintarō Maki   | Ken Narita           | José Méndez              |
| Kōtarō Nanami   | Shinichirō Miki      | Luis Carreño             |
| Tatsumi Hongō   | Hiroshi Fujioka      | Ezequiel Serrano         |

### Manga
El manga de Tantei Gakuen Q consta de 22 tomos. Los tomos del Manga fueron editados en los siguientes países:
- Japón
- China
- Singapur
- Hong Kong
- Corea del Sur
- Tailandia
- Taiwán
- Indonesia
- Estados Unidos y Canadá

Como dato adicional, el manga fue exportado a México, Argentina y Chile.

### Película de acción real

#### Reparto
- Ryunosuke Kamiki como Kyu Renjou.
- Mirai Shida como Megumi Minami.
- Ryosuke Yamada como Ryu Amakusa.
- Naruki Matsukawa como Kazuma Narusawa.
- Jun Kaname como Kintaro Tohyama.
- Akiyoshi Nakao como Yukata Saborumaru.
- Sawa Suzuki como Shino Katagiri.
- Toshihide Tonesaku como Shintaro Maki.
- Hiromichi Sato como Profesor Hoomerom.
- Takanori Jinnai como Morihiko Dan.